# سینمای بلغارستان

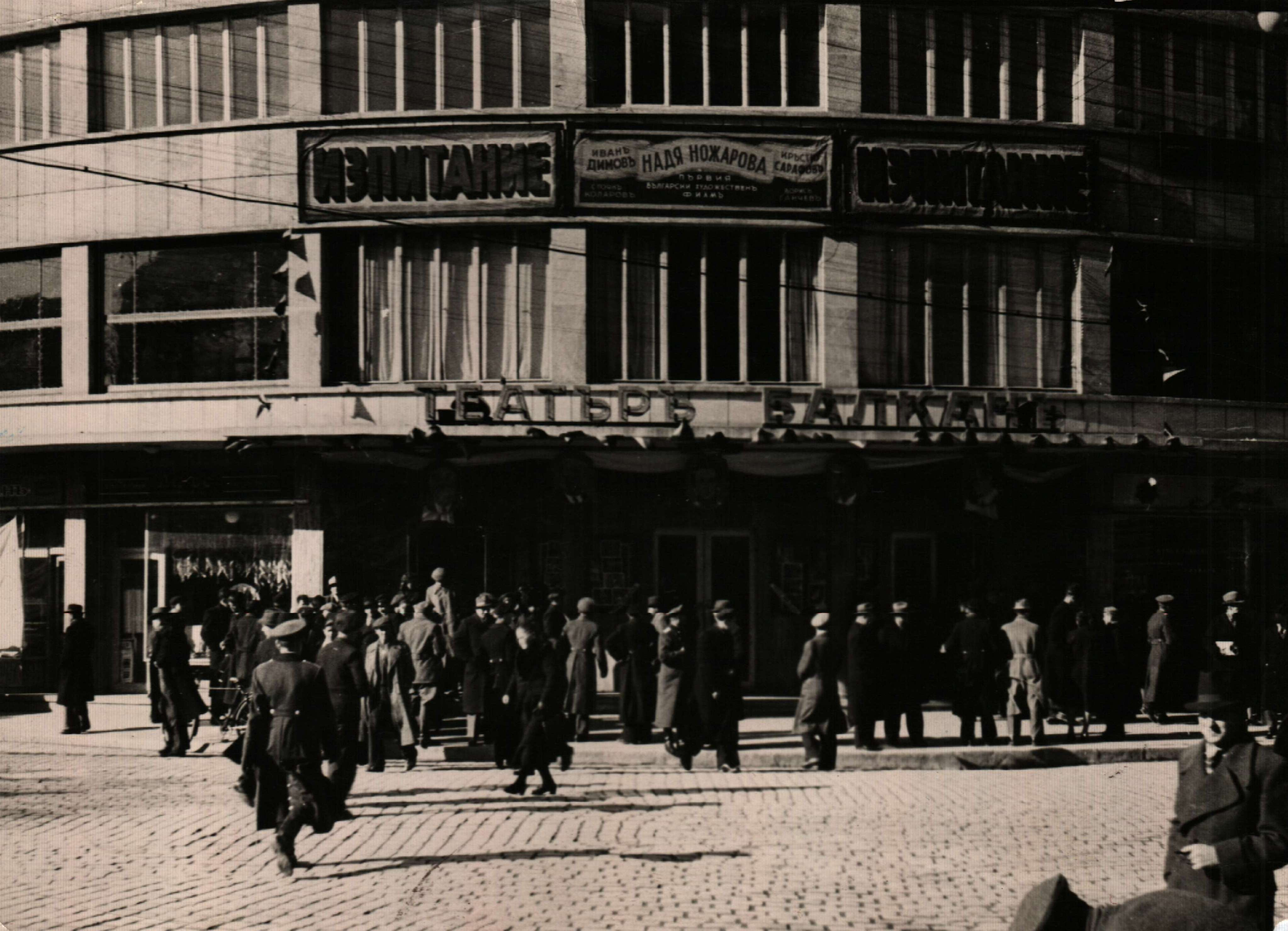
سینما بالکان در شهر پلوودیف بلغارستان دهه ۱۹۵۰

سینمای بلغارستان به صنعت فیلم در بلغارستان اشاره دارد. سینمای بلغارستان در ژانویه ۱۹۱۵ با نمایش نخست فیلم بلند بلغار زن‌نواز آغاز شد. فرهنگ و هنر در بلغارستان برخاسته از هنر تاریخی اسلاوها و رومانیایی است. این روند هم به لحاظ جغرافیایی و هم به دلیل مناسبات تاریخی روی داده‌است. بلغارستان تا پایان جنگ جهانی دوم رژیم سلطنتی داشت. پدیده نوظهور سینما نیز مانند بسیاری دیگر از کشورهای پادشاهی، ابتدا به دربار وارد شد و پس از آن با تأسیس دفتری کوچک در صوفیه در فاصله سال‌های ۱۹۰۸ تا ۱۹۱۰ فیلمسازی ابتدایی در این کشور پا گرفت.

## پیشینه
سینمای بلغارستان بین سالهای ۱۹۱۰ تا ۱۹۳۹ یک مقطع تاریخی را سپری کرد. از ۱۹۴۶ با تثبیت رژیم کمونیستی در این کشور اوضاع و احوال فرهنگ و هنر دقیقاً شبیه بقیه کشورهای بلوک شرق بود. فرهنگی سفارشی و منطبق با آرمان‌های حزب کمونیست که هیچ خلاقیتی در آن بروز و ظهور نمی‌یافت.
عمده تولیدات سینمای بلغارستان در این دوره ثبت رخدادهای روز یا ساخت مستندهای تبلیغاتی و گزارشی بود. البته با ورود ادبیات ملی بلغارستان به سینمای این کشور در سال‌های دهه ۳۰ تولیداتی داستانی بر مبنای داستان‌ها و تاریخ شفاهی فرهنگ بلغاری کم‌کم به رونق رسید.
ورود بازیگران و کارگردان تئاتر صوفیه به سینمای این کشور نیز از دهه ۳۰ شروع گردید. با این‌همه تمام تولیدات سینمایی بلغارستان تا قبل از شروع جنگ جهانی دوم حقیقتاً آثاری نیمه حرفه‌ای محسوب می‌شدند.

## از ۱۹۴۵تا ۱۹۸۹
از سال ۱۹۴۶دوره دوم سینمای بلغارستان شکل می‌گیرد. دولت با کنترل ایدئولوژی فرهنگی، سینما و تتاتر را قبضه می‌کند و در این مسیر بودجه مناسبی نیز برای ساخت فیلم‌های تبلیغاتی حزب کمونیست و آثار داستانی از همین دست نیز در اختیار هنرمندان قرار می‌گیرد.
از اواخر دهه ۴۰، برای آموزش علاقمندان به کارگردانی و سایر رشته‌های فنی سینما، بحث اعزام به کشورهایی نظیر اتحاد جماهیر شوروی، چکسلواکی و لهستان مورد توجه جدی کمیته فرهنگی حزب کمونیست قرار می‌گیرد و دراوایل دهه ۶۰ تقریباً اولین گروه از سینماگران بلغاری که از این مدارس فارغ‌التحصیل شده بودند جذب بدنه سینمایی این کشور شدند.
فیلمسازانی مانند کریستو کریستوف، لودمیل کرکوف، نیکولا کورابوف، ولو رادف، پیتر واسیلیف، متودی آندونوف، گئورگی دولگروف، رادوسلاو اسپاسوف و لودمیل استایکوف در دهه ۶۰ و۷۰ از مطرح‌ترین سینماگران بلغاری برشمرده می‌شدند.
در دهه ۶۰ فعالیت برای سینماگران زن نیز مهیا شد و بیانکا ژلوازکووا به عنوان اولین کارگردان زن تاریخ سینمای بلغارستان با ساخت آثاری مانند ما جوان بودیم ۱۹۶۱ و بادکنک بسته ۱۹۶۷ بسیار مورد استقبال قرار گرفت.
با اینهمه باید در نظر داشت دوره دوم فیلمسازی در بلغارستان بین سالهای ۱۹۴۶ تا ۱۹۸۹ اگرچه از نظر کمیت با تولید سالیانه ۲۵ فیلم به نظر قابل قبول جلوه‌گری می‌کند اما کیفیت آثار سینمای بلغارستان در این دهه‌های سرشار از خفقان و سانسور پلیسی عمدتاً حرفی برای گفتن نداشت.
در این سالها البته چند فیلم خوب مانند سفرهای خشمگین ساخته نیکولا کورابوف ۱۹۷۱ ،آخرین تابستان ساخته کریس کریستوف ۱۹۷۴، تعادل ساخته لودمیل کرکوف محصول ۱۹۸۳ نیز تولید شدند. یکی از موفق‌ترین فیلم‌های این دهه با نام تفوق (Advantage) ساخته گئورگی دولگروف محصول ۱۹۷۷ بود. فیلمی که در جشنواره برلین همان سال موفق شد به خرس نقره‌ای این فستیوال معتبر سینمایی برسد و سینمای بلغارستان را در آن سوی پرده آهنین نیز معرفی نماید. پیش از این نیز در سال ۱۹۷۲ فیلم شاخ بز ساخته متودی آندونوف موفق شده بود جایزه ویژه فستیوال فیلم کارلووی واری را تصاحب کند.

## از دهه ۹۰ تاکنون
دوره سوم سینمای بلغارستان از سال ۱۹۸۹ و با فروپاشی اتحاد جماهیر شوروی آغاز می‌گردد. نبود منابع مالی تا سال ۱۹۹۲ چنان شدت گرفت که بیش از نیمی از بدنه سینمای بلغارستان عملاً جذب تلویزیون و تئاتر شدند و یا اینکه به کشورهای مجاور رفتند. اگرچه وضع سینمای رومانی و یا حتی مجارستان و حوزه بالکان نیز بهتر از آنها نبود.
در سال ۱۹۹۲ با سرمایه‌گذاری برخی از تجار بلغاری چند استودیوی خصوصی در صوفیه تأسیس گردید. یک دهه بعد بودجه دولتی نیز وارد بدنه سینمای بلغارستان شد و سینماگران قدیمی و چندین چهره جوان مانند ماریوس کورکینسکی و تونیسلاو هریستوف سینمای بومی این کشور را راهبری کردند. ضمن اینکه بین سال‌های ۲۰۰۵ تا ۲۰۰۹ استفان دنیلوف بازیگر پیشکسوت این کشور به عنوان وزیر فرهنگ در کابینه دولت بلغارستان حضور داشت. از آثار شاخص این دهه، ۲ فیلم از سینماگران کهنه‌کار بلغاری لیدی زی ساخته گئورگی دولگروف و چشمان دزدیده ساخته رادوسلاو اسپاسوف هر دو فیلم محصول ۲۰۰۵ قابل ذکرند.
همچنین در سال ۲۰۰۸ فیلم رستگاری در گوشه‌ای از دنیای بزرگ ساخته اسنفان کوماندارف به عنوان یکی از شانس‌های نامزدی اسکار بهترین فیلم خارجی زبان مطرح بود که البته در مرحله نهایی بین ۵ نامزد قرار نگرفت. از بازیگران سرشناس سینمای بلغارستان نیز افرادی مانند گِئورگی چِرْکِلُف، ایتسخاک فینتسی، ویکتوریا کولوا، تودور کولف، استویانکا موتافووا، استفان دنیلوف، نیکلای بینف، یوسیف سورچادژیف، نونا کوکانووا، کریل گوسپودینوف و کاتیا پاسکه‌لوا قابل اشاره هستند.

## فیلم‌هایی که تمام یا بخشی از آن‌ها در بلغارستان فیلمبرداری شدند

بی‌مصرف‌ها ۲

۳۰۰ محصول ۲۰۰۶

جوانی بدون جوانی

- ۳۰۰: ظهور یک امپراتوری
- آسپاروخ خان (فیلم)
- آغاز باهوبالی
- اجرای فرماندهی (فیلم ۲۰۰۹)
- افتخار (فیلم ۲۰۱۶)
- افسانه هرکول
- اقدامات انتقام (فیلم ۲۰۱۷)
- ال گرینگو
- امروز خواهی مرد۳۰۰ محصول ۲۰۰۶
- انتقام غارتگر
- بازگشت به خانه روی تپه جن‌زده
- بازمانده (فیلم ۲۰۱۵)
- باغ آلبالو (فیلم ۱۹۹۹)
- بدل (فیلم ۲۰۰۱)
- برهماسترا
- بویکا: شکست‌ناپذیر
- به گورت تف می‌کنم ۲
- بی‌مصرف‌ها ۲
- بی‌مصرف‌ها ۳
- پسر جهنمی (فیلم ۲۰۱۹)
- پل اژدها
- پیام‌رسانان ۲: مترسک
- پیچ اشتباه ۳: تنها در برابر مرگ
- پیچ اشتباه ۵: تبارها
- پیچ اشتباه ۶: آخرین پناهگاه
- تا دم مرگ
- تماس مستقیم (فیلم ۲۰۰۹)
- تورنومنت (فیلم)

- تیکر (فیلم ۲۰۰۱)
- تیمارستان استون‌هیرست
- جزیره (فیلم ۲۰۱۱)
- جوانی بدون جوانی (فیلم)
- چوپان: گشت مرزی
- حادثه ترن (فیلم ۲۰۰۲)
- خاکستر (فیلم ۱۹۶۵)
- در جهنم (فیلم)
- دراکولای برام استوکر
- دریاچه آرام ۳
- دشمنان نزدیک
- دلداده (فیلم ۲۰۱۵)
- راه بازگشت (فیلم)
- رمبو: آخرین خون
- روز مردگان (فیلم ۲۰۰۸)
- رینگ خونین ۴: مبارزه تاریکی
- زیر آب (فیلم ۲۰۰۵)
- سپتامبرهای شیراز (فیلم)
- ستاره‌ها
- سرباز جهانی: احیا
- سرقت طوفانی
- سیاه‌چاله (فیلم ۲۰۰۶)
- شکست‌ناپذیر ۲: آخرین پایمرد
- شکست‌ناپذیر ۳: رستگاری
- شیوای (فیلم)
- عاشقان بلغاری
- علی‌بابا و هفت کوتوله
- فرقه (فیلم ۲۰۰۱)
- فصل کشتن (فیلم)
- قاتل شکارچی (فیلم)
- قرارداد (فیلم ۲۰۰۶)
- قطار (فیلم ۲۰۰۸)
- کشتار (فیلم)
- کنترل (فیلم ۲۰۰۴)
- کوکب سیاه
- کون-تیکی (فیلم ۲۰۱۲)
- کونان بربر (فیلم ۲۰۱۱)
- کینه ۳
- گالیلئو (فیلم ۱۹۶۸)
- گروهان قهرمانان (فیلم)
- گریز (فیلم ۲۰۱۳)
- لندن سقوط کرده‌است
- ماسو نام مستعار ماسیلامانی
- محافظ مزدور
- مکانیک (فیلم ۲۰۰۵)
- مکانیک: رستاخیز
- نمایش شب
- نوع چهارم
- نهنگ (فیلم ۱۹۷۰)
- نینجا (فیلم)
- وظیفه (فیلم ۲۰۱۱)
- وقتی نیچه گریست (فیلم)
- هیتمن (فیلم ۲۰۰۷)

## جشنواره‌های سینمایی
جشنواره بین‌المللی فیلم صوفیه (انگلیسی: Sofia International Film Festival) از جشنواره‌های مهم فیلم در اروپا به‌شمار می‌رود که اولین دوره آن در سال ۱۹۹۷ برگزار شد. این جشنواره در ماه مارس هر سال برگزار می‌شود.

## آمار و ارقام
طبق آمار سال ۲۰۱۱ در بلغارستان ۱۳۸ سالن سینما وجود دارد و جمعیت سینماروی این کشور سالیانه ۴ میلیون و ۷۲۲ هزار نفر برآورد شده‌است. سرانه تولید فیلم در بلغارستان سالیانه ۹ فیلم سینمایی و ۶ فیلم مستند است.